# Chiesa della Santa Croce e Beata Vergine del Rosario
La chiesa della Santa Croce e Beata Vergine del Rosario è la parrocchiale di Casarsa della Delizia, in provincia di Pordenone e diocesi di Concordia-Pordenone; fa parte della forania di San Vito al Tagliamento.

## Storia
La precedente parrocchiale di Casarsa era la cinquecentesca chiesa della Santa Croce, ancor oggi esistente e posta vicino alla stazione dei carabinieri. 
La nuova venne costruita sul luogo dell'antica chiesetta di Santa Maria delle Grazie tra il 1877 ed il 1880 e consacrata nel 1899. Nel 1992 la chiesa ed i suoi due campanili furono ristrutturati.

## Interno
Opere di valore custodite una Madonna con Bambino, opera di Jacopo D'Andrea da Rauscedo, diversi affreschi dipinti da Umberto Martina nel XX secolo, le statue dei Santi Pietro e Paolo, che impreziosiscono l'altar maggiore, scolpite da Francesco Zugolo all'inizio del Novecento, un altare laterale in stile barocco, attribuito a Enrico Marengo ed a Giovanni Trognon e gli affreschi del presbiterio, raffiguranti l'Esaltazione della Croce e le Quattro Virtù Cardinali e dipinti nel 1929.